# Halász Glória
Halász Glória (Budapest, 1985. február 20. –) filmrendező.

## Életpályája
Halász Glória nyolc egész estés dokumentumfilmet rendezett, köztük több nemzetközi koprodukciót, amelyek rangos nemzetközi filmfesztiválok versenyprogramjában szerepeltek, nyerték el azok fődíját, köztük az ENSZ filmfesztiváljának – UNAFF (United Nations Association Film Festival) nagydíját az Egyesült Államokban, amelyet a Stanford Egyetemen vehetett át. A projektjei nemzetközi forgalmazásba és televíziós sugárzásra kerültek. Készített filmet többek között egy börtönszínházi társulatól, egy bohócdoktorról, a világhírű Recirquel újcirkuszi társulatról, olyan indiai nőkről, akik túlélték az őket ért savtámadást, klasszikus balettet tanuló diákokról, a 100 Tagú Cigányzenekarról és egy magyar artistaosztályról, amely Kijevben töltött el egy szemesztert a háború előtt. Emellett számos reklámfilm és videoklip alkotója. Meghívást kapott az EPOS International Art Film Festival, a Budapest Independent Film Festival, a CineFest Miskolci Nemzetközi Filmfesztivál és a International Film Festival ART FILM (IFF ART FILM) Košice zsűritagjai közé, részt vett a London Film School és a Sundance Co//ab rendezői mesterkurzusain. 2021-ben balett tematikájú táncszínházi nevelési előadást rendezett a Nemzeti Táncszínházban. Elnyerte az MMA - Magyar Művészeti Akadémia alkotói ösztöndíját 2024-ben. A fantázia és a valóság viszonya visszatérően foglalkoztatja dokumentumfilmes és fikciós munkái során egyaránt, hogy a képzelet miként jelenthet kapaszkodót egy reménytelennek tűnő helyzetben.

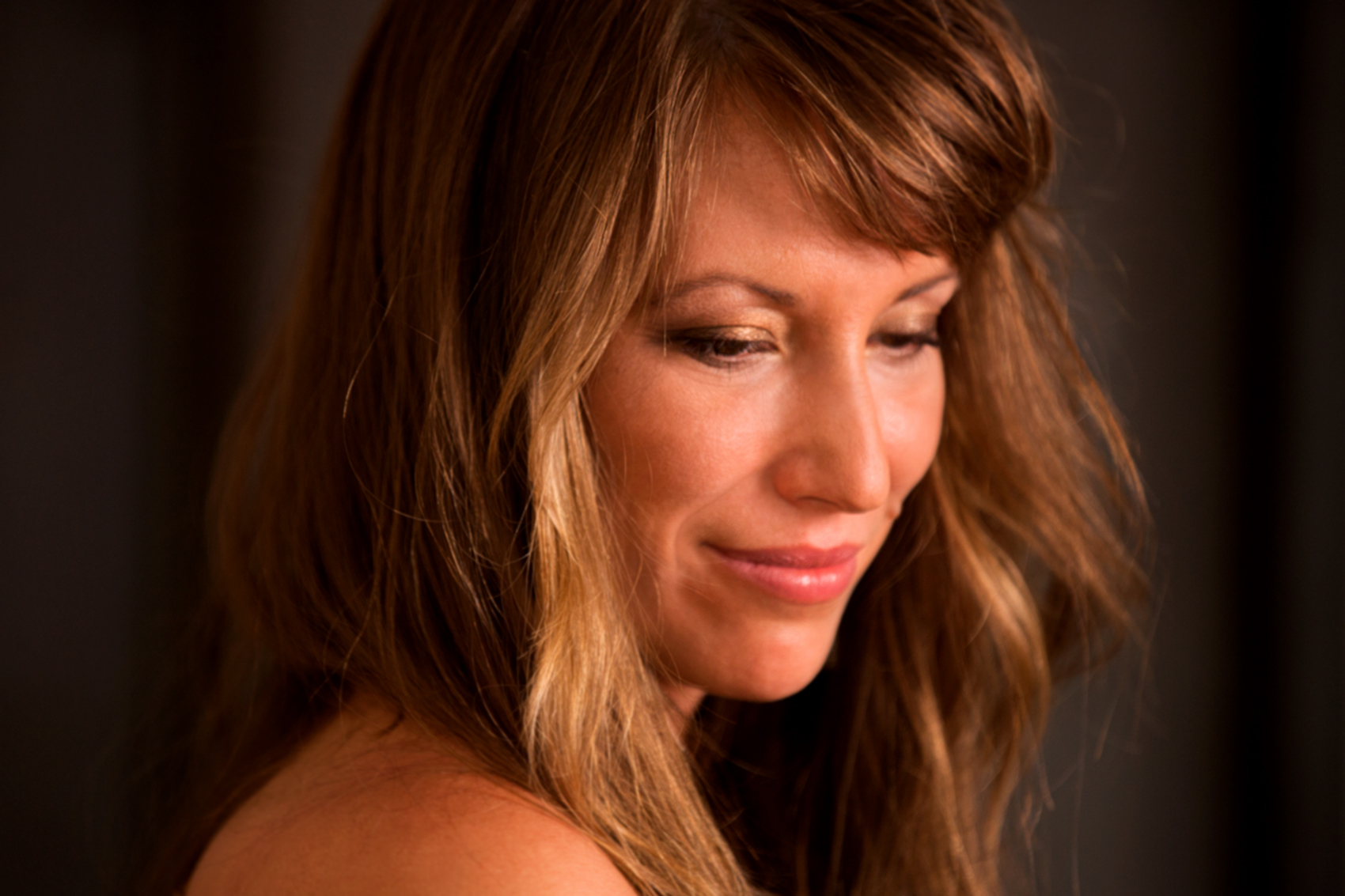
Halász Glória (fotó: Lékó Tamás)

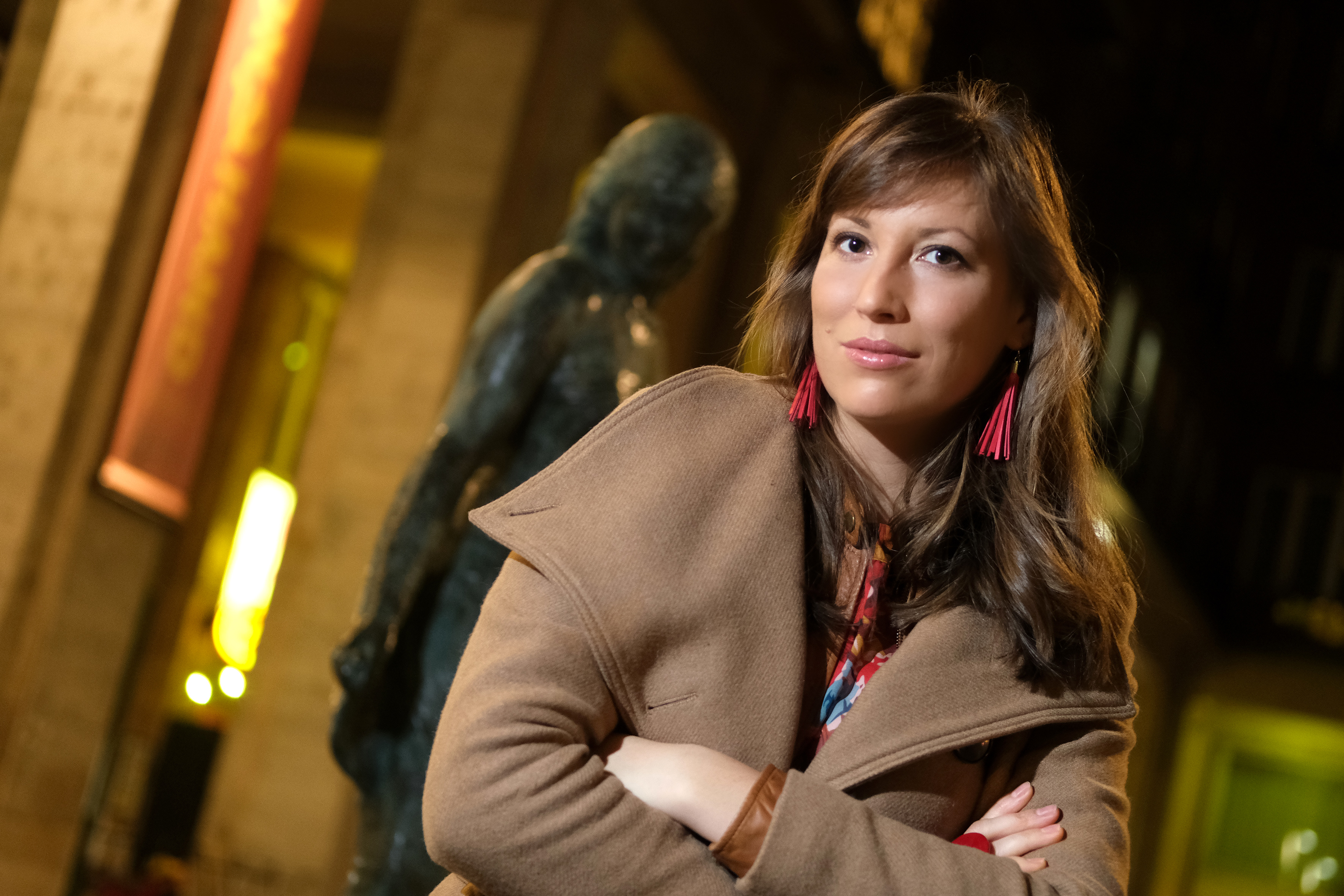
Halász Glória (fotó: Förster Tamás)

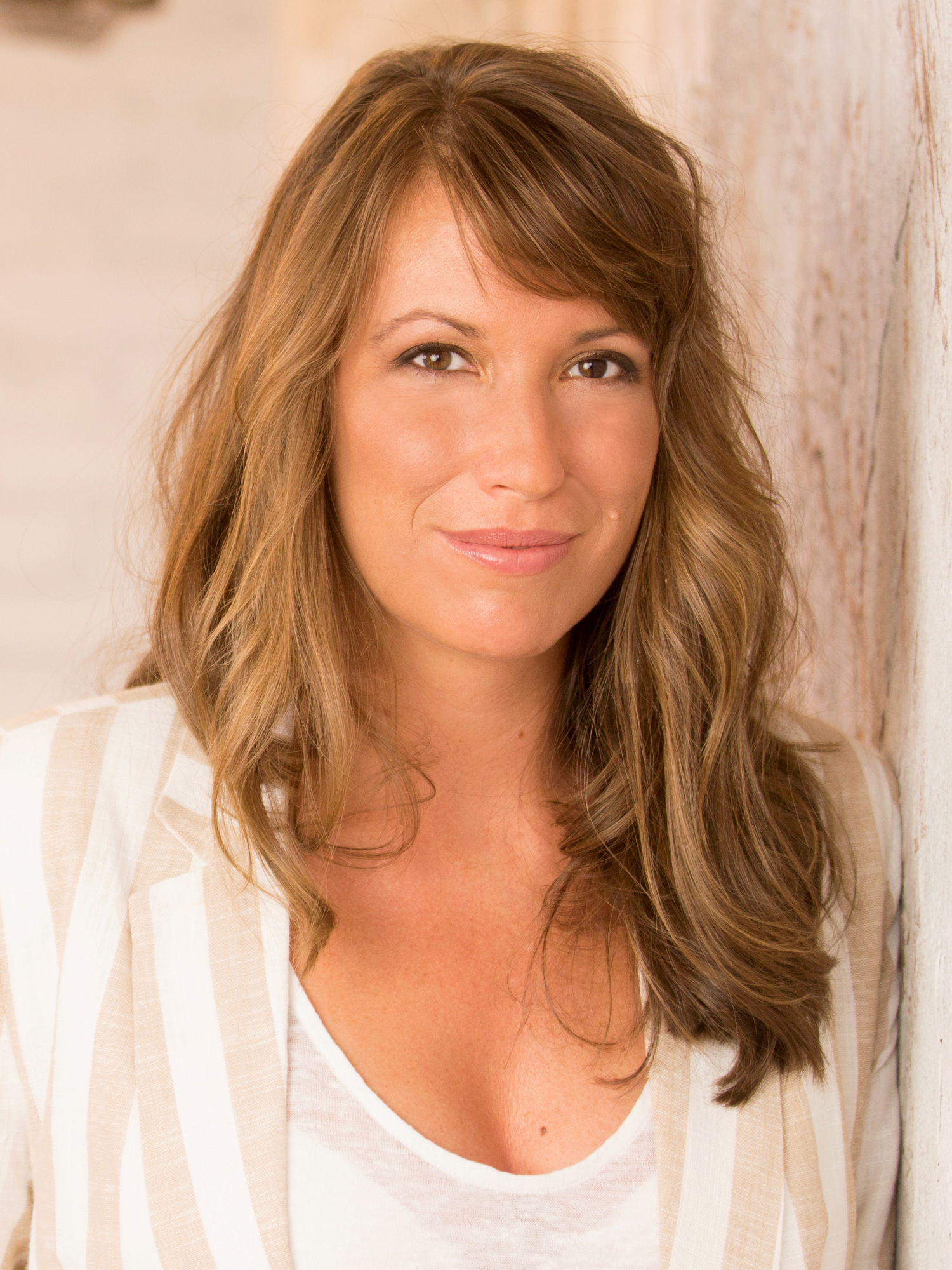
Halász Glória 2019-ben (fotó: Lékó Tamás)

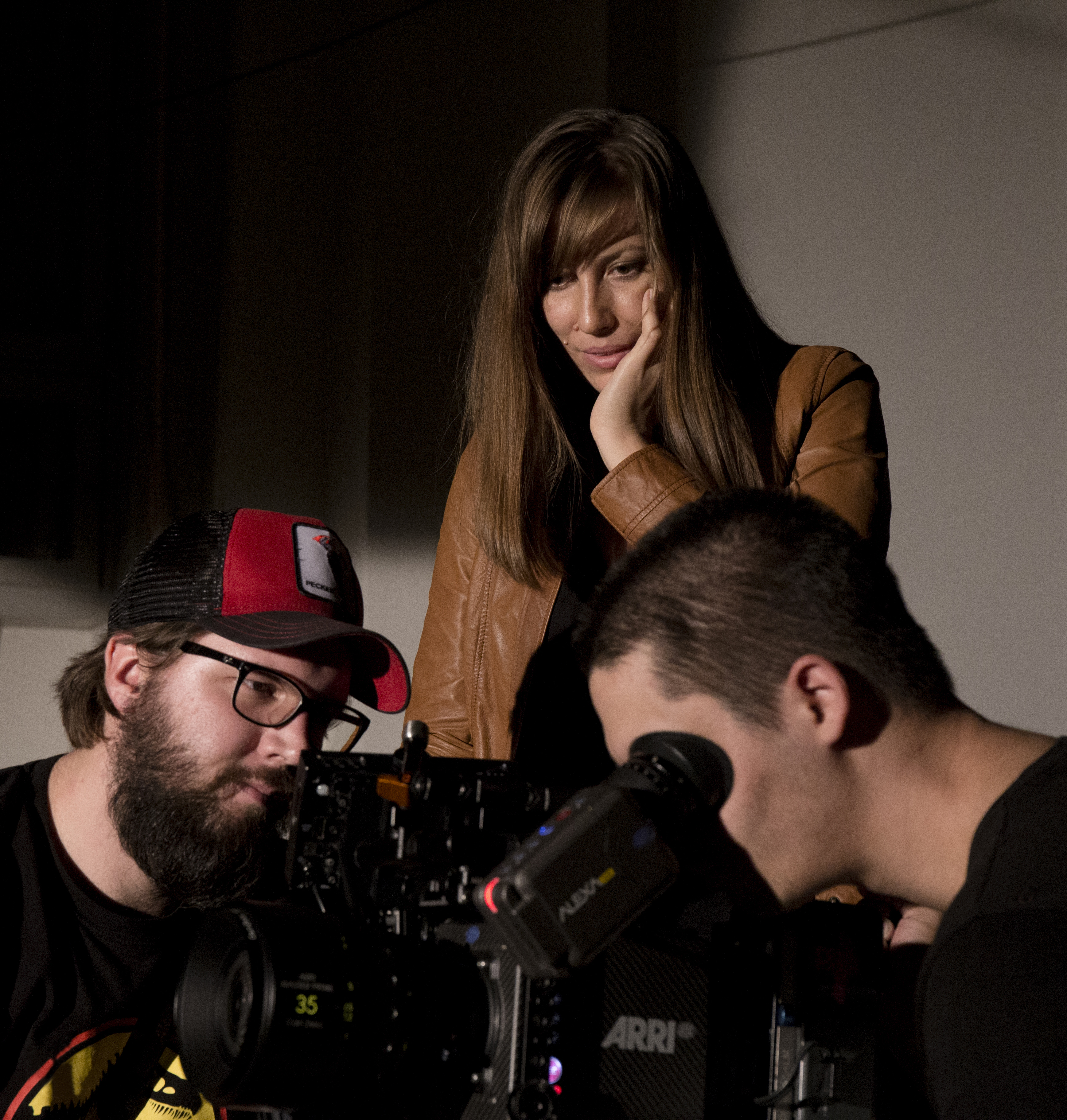
Az Alla Zingara forgatásán (fotó: Perl János)

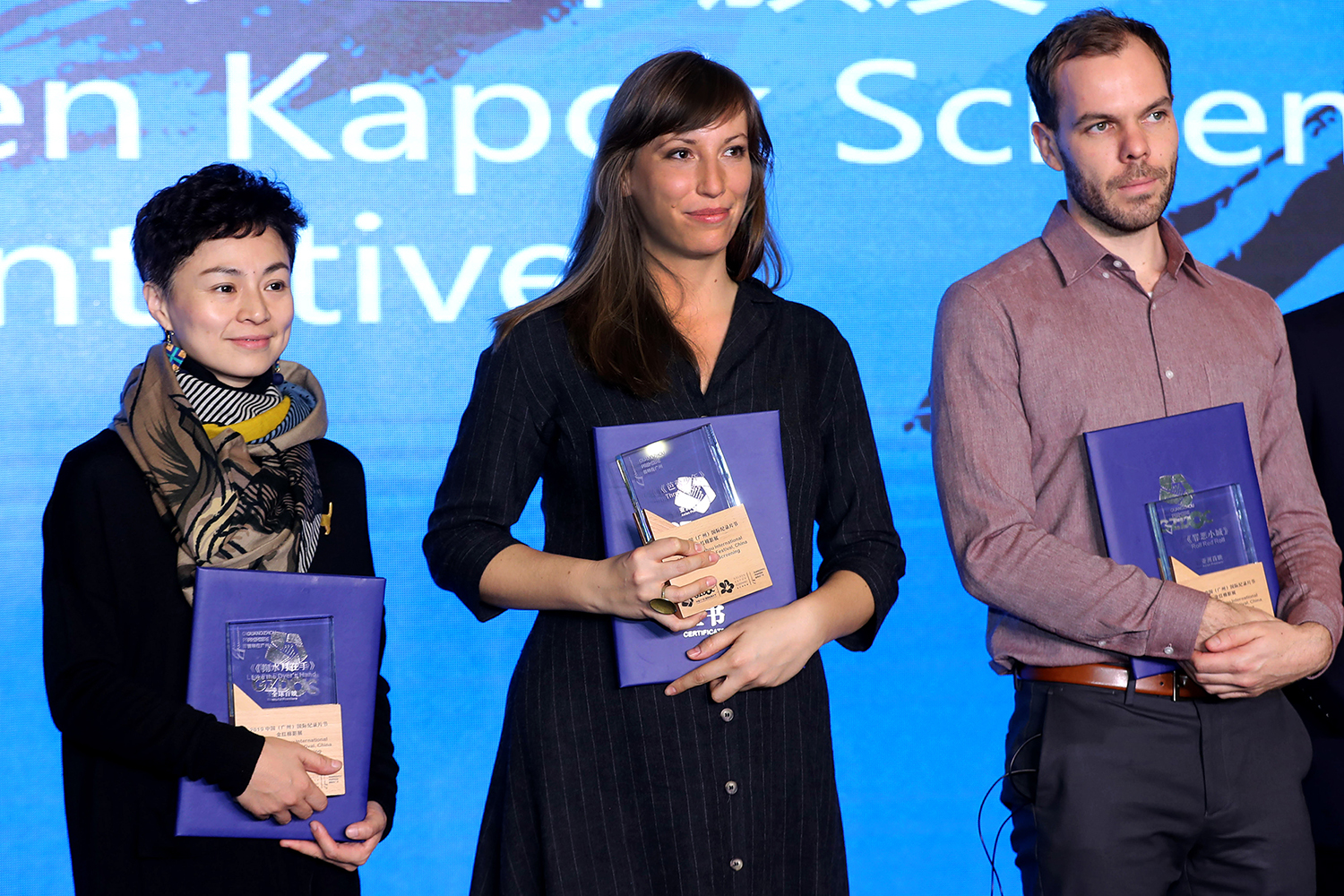
A GZDOC Guangzhou International Documentary Film Festival díjátadó ceremóniáján, Kínában

[[Fájl:|bélyegkép|balra|Halász Glória (fotó: Lékó Tamás)]]

## Filmográfia
- Alla Zingara (2019)[2]
- Három tánc (2018)[3]
- Rupa butikja (2017)[4]
- Mi ez a cirkusz? (2016)[5]
- Dr. Lala (2014)[6]
- Vasfüggöny (2011)

## Díjak
- Zsűri Nagydíja – Legjobb Dokumentumfilm – UNAFF (United Nations Association Film Festival), Palo Alto, Stanford, Egyesült Államok[7]
- Legjobb Film – WOMEN Media Arts and Film Festival, Sydney, Ausztrália[8]
- Legjobb Dokumentumfilm – PORTO FEMME – International Film Festival, Porto, Portugália[9]
- Nagydíj a Fesztivál Legjobb Filmjének – Prvi Kadar International Film Festival, Szarajevó, Bosznia-Hercegovina[10]
- Legjobb Dokumentumfilm – Barcelona Planet Film Festival, Spanyolország[11]
- Legjobb Dokumentumfilm Különdíj – Zsigmond Vilmos Filmfesztivál[12]
- Legjobb Dokumentumfilm – Opuzen Film Festival, Horvátország
- Legjobb Dokumentumfilm – CineFest Miskolci Nemzetközi Filmfesztivál[13]
- Legjobb Dokumentumfilm – Országos Független Film Fesztivál

## Fontosabb fesztiválszereplések
Beldocs – Belgrád, Szerbia
DOCfeed – Eindhoven, Hollandia
Dance Camera West – Los Angeles, Egyesült Államok
GZDOC Guangzhou International Documentary Film Festival – Guangzhou, Kína
Chagrin Documentary Film Festival – Ohio, Egyesült Államok
47th Dance on Camera Festival – New York, Egyesült Államok
Asolo Art Film Festival – Asolo, Olaszország
WOMEN Media Arts and Film Festival – Sydney, Ausztrália
Barcelona Planet Film Festival – Spanyolország
UNAFF (United Nations Association Film Festival) – Palo Alto, Stanford, Egyesült Államok
Prvi Kadar International Film Festival – Szarajevó, Bosznia-Hercegovina
We The Peoples Film Festival – London, Egyesült Királyság
Smita Patil Documentary Film Festival – Pune, India
docLAHOMA – Oklahoma City, Egyesült Államok
Peloponnisos International Documentary Festival – Kalamata, Görögország
China Women's Film Festival – Hong Kong, Kína
ACAMPADOC International Documentary Film Festival – Panama City, Panama

## Interjúk
FORBES – A magyar rendezőnő, aki filmet készített az indiai savtámadások áldozatairól Archiválva 2020. október 20-i dátummal a Wayback Machine-ben
ELTE – „A legnagyobb kihívás az a pont, amikor áttöröd a falat” – Interjú Halász Glória filmrendezővel
PRAE – A filmkészítésben nincsenek határok
PLATFORM – Gloria Halasz: Rupa’s Boutique (EN)
TV2 – Indiai savtámadások: Mindenkiben ott van a remény
ELTE – Filmjeivel járja be az egész világot
PRAE – Nem elesett áldozatok, hanem erős nők
ATV – Különleges cirkuszfilm kerül a mozikba
Filmhu – Halász Glória: „A művészet remény és kapaszkodó"
Médiatanács – A kulisszák korántsem olyan csillogóak, mint a színpad – interjú Halász Glória rendezővel
Kultúra.hu – „Elszállt felettünk egy angyal”

## Reklámfilmek, videóklipek
Richter Gedeon Nyrt. – Richter Főnix Közösség – Szabó Lilla Archiválva 2022. február 1-i dátummal a Wayback Machine-ben
Magyar Turisztikai Ügynökség – Áldott karácsonyt, Magyarország
Budapesti Fesztiválzenekar – Közösségi Hetek Program
Circus Krone – MANDANA – München, Németország
Recirquel – My Land
Recirquel – Cirkusz az éjszakában
CAFe Budapest / Recirquel – Non Solus
17. FINA Világbajnokság – Így készült a Záróceremónia
Peter Sarik Trio x Beethoven
Rákász Gergely – #bachalley
Rákász Gergely – S P I R I T
Blahalousiana – Nem vagyok egyedül
Elefánt – Madarak
Meszecsinka – La Piconera
MásKÉP – Ringató
VoluMen – Wake Up Now